# كلير كيني
كلير كيني (بالإنجليزية: Claire Keane)‏ هي رسامة توضيحية أمريكية، ولدت في 1 مارس 1979 في سانتا كلاريتا في الولايات المتحدة.

## وصلات خارجية
- كلير كيني على موقع IMDb (الإنجليزية)
- كلير كيني على موقع قاعدة بيانات الفيلم (الإنجليزية)